# Fredegius
Fredegius, vagy Fridugisus, Fredegisus, Tours-i Fredegis (8. század vége – Tours, 834) angolszász születésű szerzetes, író, filozófus.
Alcuin kedvenc tanítványa volt Yorkban, majd Nagy Károly császár udvarában. Ez utóbbi helyen a császár körül 
szerveződő értelmiségieket tömörítő Schola Palatina tagja lett Nathaniel néven. 796-ban, mikor Alkuin Tours apátja lett, Fredegius Aachenben maradt, majd 804-ben követte Alkuint a tours-i apátság vezetői posztján, továbbra is kitűnő kapcsolatokat ápolva az uralkodóval. 819-ben a birodalom kancellárja lett, majd 820-ban a Saint-Omerben lévő Saint-Bertin kolostor apátja.
Kortársai közül kiváló műveltségével tűnt ki, írt verseket, illetve számos levelét ismerjük. Legismertebb írása a sötétségről és a semmiről szóló levele (De nihilo et tenebris), melyben azt vizsgálja, hogy a sötétsség, és a semmi ténylegesen létező dolgok-e. Abból indul ki, hogy amikor a Biblia ezeket a kifejezéseket használja, például a Teremtés könyvében, akkor úgy beszél róluk, mintha ezek valóságosak lennének. Fredegius észérvekre és tekintélyekre egyaránt hivatkozik - de már műve elején elismeri, hogy kisebbségben maradt véleményével az Agobard de Lyon vezette irányzattal szemben.
Mindenesetre az általa használt dialektikus módszer megelőlegezi Pierre Abélard és Aquinói Szent Tamás, valamint Alexander of Hales skolasztikus módszerét.

## Fordítás
- Ez a szócikk részben vagy egészben  a   Frédegis című francia Wikipédia-szócikk ezen változatának fordításán alapul.  Az eredeti cikk szerkesztőit annak laptörténete sorolja fel. Ez a jelzés csupán a megfogalmazás eredetét és a szerzői jogokat jelzi, nem szolgál a cikkben szereplő információk forrásmegjelöléseként.